# Akunnaaq
Akunnaaq (oude spelling: Akúnâk) is een dorp in de gemeente Qeqertalik in het westen van Groenland. Het ligt 23 kilometer ten oosten van Aasiaat op het eiland Akunaap Nunnaa met een bevolking van 100 inwoners in 2013. Deze plaats is gesticht in 1850.
Het dorp heeft een helikopterhaven.
- Library of Congress Control Number: n92121420
- Nationale Bibliotheek van Israël: 987007532993205171
- Virtual International Authority File: 125633996